# Burma i olympiska sommarspelen 1980
Burma, formellt Myanmar, deltog i de olympiska sommarspelen 1980 med en trupp bestående av två manliga deltagare, ingen av dem erövrade någon medalj.

## Friidrott
Herrarnas maraton
- Soe Khin
  - Final — 2:41:41 (→ 47:e plats)